# IC 5315
IC 5315 је елиптична галаксија у сазвјежђу Пегаз која се налази на листи објеката дубоког неба у Индекс каталогу.
Деклинација објекта је + 25° 23' 9" а ректасцензија 23h 21m 18,2s. Привидна величина (магнитуда) објекта IC 5315 износи 13,6 а фотографска магнитуда 14,6. IC 5315 је још познат и под ознакама UGC 12541, MCG 4-55-6, CGCG 476-16, KARA 1015, NPM1G +25.0536, Z 2318.8+2506, PGC 71174.